# Isoetes ramboi
Isoetes ramboi är en kärlväxtart som beskrevs av Wilhelm Franz Herter. Isoetes ramboi ingår i släktet braxengräs, och familjen Isoetaceae. Inga underarter finns listade i Catalogue of Life.